# Juan Bello Sánchez
Juan Bello Sánchez, nacido en Santiago de Compostela en 1986, es un escritor gallego en lengua castellana.

## Carrera
Es diplomado en la especialidad de Educación Primaria por la Universidad de Santiago de Compostela.
Su obra ha sido reconocida en destacados certámenes literarios y publicada en diversos libros. Su estilo se caracteriza por una aparente sencillez del lenguaje tras la que se esconde una gran profundidad emocional y conceptual, a menudo inspirado en la música y la realidad cotidiana.

## Publicaciones
- El futuro es un bosque que ya ardió en alguna parte (2011). La Bella Varsovia. ISBN 8493932914.[2]
- Nueva York no existe (2011), Nanoediciones.
- Versión original subtitulada del azul (2013). Nanoediciones.
- Talk about the blues (2014). Origami.ISBN 8494155199.[3]
- Blues con luciérnagas (2014). Carmina in minima.
- Todas las fiestas de mañana (2014). Pre-Textos. ISBN 978-84-15894-45-2.[4]
- Cuatro canciones (2015). Ártese quién pueda Ediciones. ISBN 9788494375941.
- Nada extraordinario (2016). Pre-textos. ISBN 978-84-16453-38-2.[5]
- Motel memoria (2017). Valparaíso Ediciones. ISBN 978-84-16560-92-9.[6]
- Mi tiempo perdido (2018). S.L. Ediciones de la Isla de Siltola. ISBN 9788417352028.[7]
- Casa (2018). Tulipa Ed. Traducción Berta Dávila. ISBN 978-84-949477-1-1.
- Reliquias (2020). Tulipa Editorial. ISBN 978-84-121220-1-5.
- Todos hablando al mismo tiempo (2021). Maclein y Parker, Poesía. ISBN 978-84-123478-2-1.
- Una oscuridad (2022). Ediciones Liliputienses. ISBN  9788412456073.
- Separación (2023). RIL Editores. ISBN 978-84-19372-81-9.
- Remedios Caseros (2024). Sonámbulos Ediciones. ISBN 978-84-127065-6-7.
- Una plegaria... (2024). Bajamar Editores. ISBN 978-84-129564-0-5.

## Premios
- 2011: IV Premio de Poesía Joven “Pablo García Baena”.Por El futuro es un bosque que ya ardió en alguna parte. [8]
- 2014: VI Premio de Poesía Joven RNE. Por Todas las fiestas de mañana. [9]
- 2015 : XVI Premio de Poesía Emilio Prados [10] Por Nada extraordinario.
- 2018: III Premio de Poesía Nicanor Parra. Por Mi tiempo perdido. [11]